# Giovanni Graber
Giovanni Graber (ur. 26 marca 1939 w Valdaorze, zm. 20 grudnia 2024 w Bruneck) – włoski saneczkarz, dwukrotny medalista mistrzostw świata.

## Kariera
Największy sukces w karierze osiągnął w 1962 roku, kiedy w parze z Giampaolo Ambrosim zdobył złoty medal w dwójkach podczas mistrzostw świata w Krynicy. W tej samej konkurencji, wspólnie z Giorgio Pichlerem wywalczył srebrny medal na mistrzostwach świata w Davos w 1957 roku. W 1964 roku wystąpił na igrzyskach olimpijskich w Innsbrucku, gdzie zajął 23. miejsce w jedynkach, a w parze z Ambrosim był piąty w dwójkach. Na rozgrywanych cztery lata później igrzyskach w Grenoble, był dwunasty w jedynkach, a rywalizację w dwójkach ukończył na ósmej pozycji.